# جلسان شجري
جُلَّسان شجري نوع من الجُلَّسان مهده أمريكة الشمالية يعلو من ثلاثة إلى ستة أمتار. أوراقة مستطيلة نصلها مهدب البشرة اللامعة، يطول نحو 7 سم، ويعرض 3 سم. أزهاره فوَّاحة العُرف المستحب قطرها نحو 5 سم. لونها إلى الأبيض يعلوه مواجٌ وردي. إزهراره يستمر من نيسان إلى حزيران.

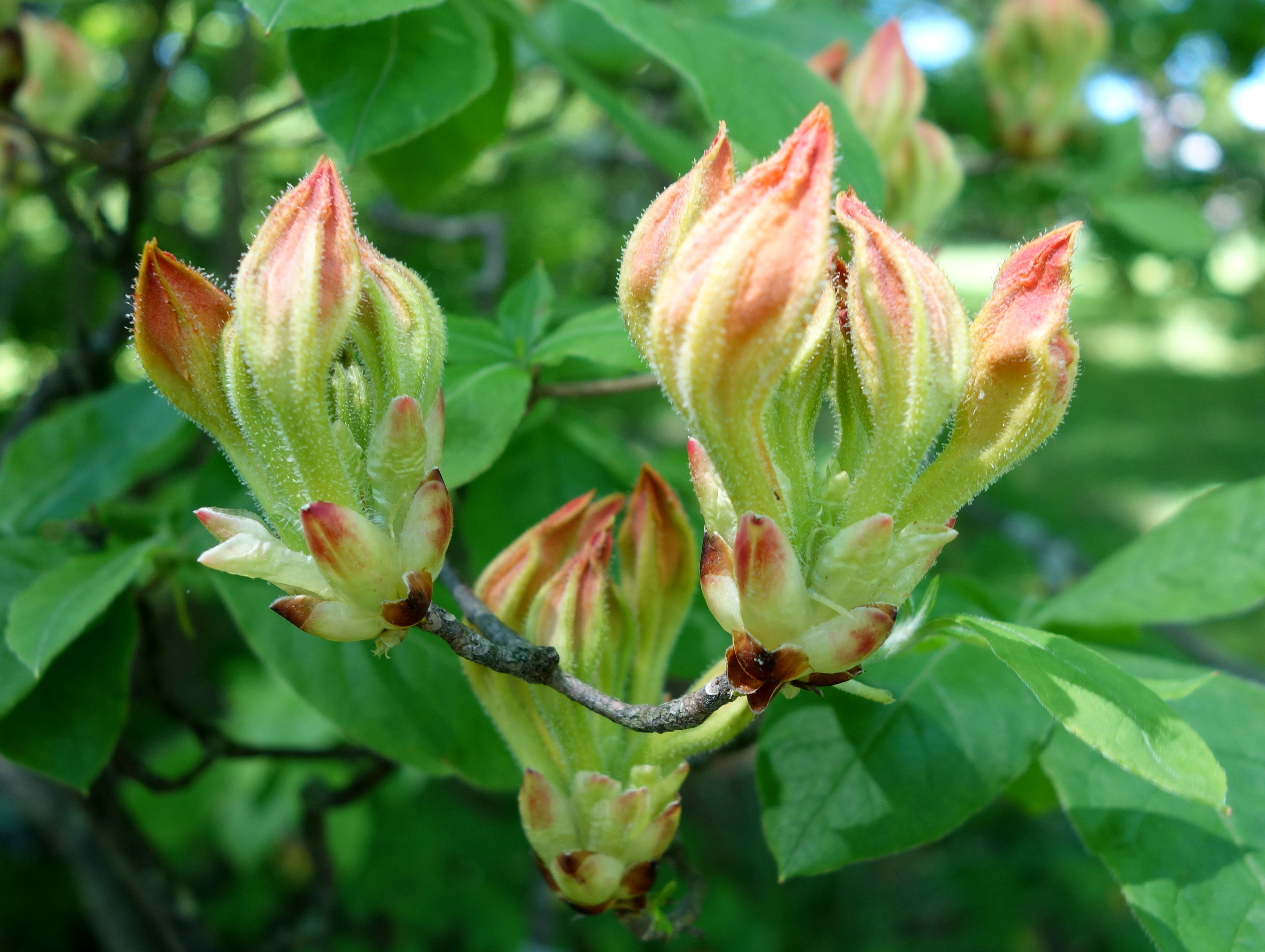
زهور فتية